# Colonia de Santa Ana
La Colonia de Santa Ana es una pedanía del municipio de Antequera, en la provincia de Málaga, Andalucía, España. Está situada al oeste del término municipal, a unos 18 kilómetros del núcleo principal de Antequera, muy cerca de la estación de alta velocidad ferroviaria de Antequera-Santa Ana. Cuenta con 80 habitantes que celebran sus fiestas en el mes de julio, en honor a Santa Ana.
La Colonia de Santa Ana fue fundada el 12 de marzo de 1884, con el nombre de Colonia Agrícola de Santa Ana y Granja de cultivos extensos de Cañaveralejo.